# ستيوارت تالبوت
ستيوارت تالبوت (بالإنجليزية: Stewart Talbot)‏ (14 يونيو 1973 ببرمنغهام في المملكة المتحدة - ) هو مدرب كرة قدم ولاعب كرة قدم بريطاني في مركز الوسط. لعب مع بورت فايل وشروزبري تاون ونادي برينتفورد ونادي روذرهام يونايتد وKidsgrove Athletic F.C. ‏ ونادي بوسطن يونايتد.

## وصلات خارجية
- ستيوارت تالبوت على موقع قاعدة بيانات كرة القدم.إي يو (الإنجليزية)
- ستيوارت تالبوت على موقع Soccerbase.com (لاعب) (الإنجليزية)
- ستيوارت تالبوت على موقع عالم كرة القدم.نت (الإنجليزية)